# Crystal Shepherd-Cross
Crystal Shepherd-Cross, née en 1977, est une comédienne et metteuse en scène française.

## Biographie
Elle est née en Angleterre, d'un père anglais et d'une mère française, puis a grandi en Vendée à la suite du divorce de ses parents.
Grande passionnée par le théâtre, Crystal obtient son bac A3 théâtre mention Bien au lycée Pierre Mendès France de La Roche-sur-Yon à l'âge de 18 ans ; elle découvre des auteurs divers et variés tels que De Filippo ou Karl Valentin grâce à Francis Lebrun, professeur de la section. Désirant poursuivre dans cette voie, elle réussit le concours et entre au Conservatoire national de région de Bordeaux et y restera 3 ans.
Elle rencontre Michel Cerda et travaille avec lui plusieurs années.
Elle partage la vie de Clément Sibony et de leurs deux enfants.

## Filmographie

### Cinéma
- 2000 : Brothers de Martin Dunkerton : Juliette
- 2003 : Une fleur pour Marie de Laetitia Colombani (court métrage) : la mère de l'enfant
- 2011 : Journal d'un frigo de Joséphine Derobe (court-métrage)
- 2014 : Tiens-toi droite de Katia Lewkowicz : la seconde soeur de Louise
- 2024 : La Pampa d'Antoine Chevrollier : Steph

### Télévision
- 2002 : On ne choisit pas sa famille de François Luciani (téléfilm) : la seconde secrétaire
- 2003 : Orages de Peter Kassovitz (téléfilm) : la gendarmette
- 2004 : Les Mythes urbains (série télévisée), épisode Une nuit inoubliable : la femme du journaliste
- 2004 : S.O.S. 18 (série télévisée), épisode 2 Accident de parcours : la femme du HLM
- 2005 : Julie Lescaut (série télévisée), saison 14, épisode 5 Instinct paternel d'Alain Wermus : Lisa
- 2006 : Beau masque de Peter Kassovitz (téléfilm) : Bernarde
- 2007 : Avocats & associés (série télévisée), saison 15, épisode 5 Du plomb dans l'aile : Carole Berthoux
- 2007 : Paris, enquêtes criminelles (série télévisée), saison1, épisode 7 Un homme de trop : Linda Graham
- 2007-2009 : La Louve (série télévisée), 2 épisodes : Hermine Attar
- 2009 : Jusqu'à l'enfer de Denis Malleval (téléfilm) : Wendy
- 2009 : Pas de toit sans moi de Guy Jacques (téléfilm) : Agnès Delamare
- 2013 : Ce monde est fou de Badreddine Mokrani (téléfilm) : Bernadette
- 2017 : Versailles (série télévisée), saison 2, épisode 1 The Labyrinth : Madame de Reynaud
- 2018 : Caïn (série télévisée), saison 6, épisode 2 A revers : Janet Stinson
- 2019 : Un si grand soleil (série télévisée), saisons 1 et 2, 40 épisodes : Séverine
- 2021 : Les Invisibles (série télévisée) : Zohra
- 2022 : Marie-Antoinette (série télévisée), 8 épisodes : Adelaïde
- 2023 : Bardot de Danièle Thompson (mini-série) : Hélène Lazareff
- 2024 : Tropiques criminels (série télévisée), saison 5, épisode 3 Pointe du Bout : Emeline Marinier
- 2024 : HPI (série télévisée), saison 4, épisode 1 Recto-Verso : Laurence Sirinelli

## Doublage
- 2006 : Renaissance de Christian Volckman : Bislane
- 2018-2022 : 50 nuances de Grecs (série télévisée) : Gaïa, journaliste Odyssée-News, présentatrice grecque
- 2023 : Le Continental : D'après l'Univers de John Wick : ? (?)
- 2024 : La Québécoise : ? (?)
- 2024 : HPI (série télévisée), saison 4, épisode 1 Penicillium Brevicaule : voix de Margot
- 2024 : Silex and the City, le film de Jul et Jean-Paul Guigue : Madame Finkelstein

## Distinctions
2003 : Jury du Festival européen du court métrage de Bordeaux